# Horyńka Mała
Horyńka Mała (ukr. Мала Горянка), Horynka Mała – wieś na Ukrainie, w obwodzie tarnopolskim, w rejonie krzemienieckim.
Przed 1939 r. Horyńka Mała, przynależność administracyjna: gmina Stary Oleksiniec, powiat krzemieniecki, województwo wołyńskie.